# Liste der Unterrichtungstafeln in Deutschland an den Autobahnen A 7xx
Diese Unterliste enthält die Unterrichtungstafeln an deutschen Autobahnen, die mit 7 beginnen.

## A 7
| Fahrtrichtung nach Süden                                                   | Kilometer   | Fahrtrichtung nach Norden                                                  |
| Grenzübergang Ellund                                                       | 0,0         |                                                                            |
| -------------------------------------------------------------------------- | ----------- | -------------------------------------------------------------------------- |
| Museum Kunst der Westküste Insel Föhr                                      | 1,5         |                                                                            |
| Nolde-Museum Nordseeküste                                                  | 1,7         |                                                                            |
| Fördestadt Flensburg                                                       | 2,3         |                                                                            |
| Schloss Glücksburg                                                         | 2,5         |                                                                            |
|                                                                            | 6,0         | Nolde-Museum Nordseeküste                                                  |
| Nordfriesland / Nordfriislon                                               | 6,5         |                                                                            |
|                                                                            | 10,8        | Landschaftsmuseum Angeln/Unewatt                                           |
|                                                                            | 10,9        | Schloss Glücksburg                                                         |
|                                                                            | 11,4        | Fördestadt Flensburg                                                       |
| Treenetal                                                                  | 15,1        |                                                                            |
|                                                                            | 20,0        | Treenetal                                                                  |
| Naturpark Schlei                                                           | 31,2        |                                                                            |
| Tolk-Schau Freizeitpark                                                    | 31,4        |                                                                            |
| Schloss Gottorf Landesmuseen Schleswig                                     | 31,7        |                                                                            |
|                                                                            | 35,0        | Tolk-Schau Freizeitpark                                                    |
|                                                                            | 35,1        | Nordfriesland / Nordfriislon                                               |
|                                                                            | 35,4        | Museum Kunst der Westküste Insel Föhr                                      |
| Friedrichstadt Historischer Stadtkern                                      | 36,7        |                                                                            |
| UNESCO-Welterbe Haithabu und Danewerk Hedeby og Danevirke                  | 37,4        |                                                                            |
|                                                                            | 41,0        | UNESCO-Welterbe Haithabu und Danewerk Hedeby og Danevirke                  |
|                                                                            | 41,2        | Friedrichstadt Historischer Stadtkern                                      |
|                                                                            | 41,6        | Schloss Gottorf Landesmuseen Schleswig                                     |
|                                                                            | 41,8        | Naturpark Schlei                                                           |
| Naturpark Hüttener Berge                                                   | 47,4        |                                                                            |
| Eckernförder Bucht                                                         | 48,3        |                                                                            |
|                                                                            | 53,9        | Naturpark Hüttener Berge                                                   |
| Nord Art KUNSTWERK CARLSHÜTTE Büdelsdorf                                   | 55,3        |                                                                            |
| Jüdisches Museum Rendsburg                                                 | 56,0        |                                                                            |
| Rendsburg Eisenbahnhochbrücke                                              | 56,2        |                                                                            |
| Tierpark Gettorf                                                           | 56,4        |                                                                            |
|                                                                            | 61,7        | Eckernförder Bucht                                                         |
|                                                                            | 62,5        | Tierpark Gettorf                                                           |
|                                                                            | 62,6        | Nord Art KUNSTWERK CARLSHÜTTE Büdelsdorf                                   |
|                                                                            | 69,3        | Jüdisches Museum Rendsburg                                                 |
|                                                                            | 70,3        | Rendsburg Eisenbahnhochbrücke                                              |
| Naturpark Westensee                                                        | 73,1        |                                                                            |
| Arche-Warder-Tierpark                                                      | 73,8        |                                                                            |
|                                                                            | 79,0        | Arche-Warder-Tierpark                                                      |
|                                                                            | 79,4        | Naturpark Westensee                                                        |
| Klosterinsel Bordesholm                                                    | 81,4        |                                                                            |
|                                                                            | 84,3        | Klosterinsel Bordesholm                                                    |
| Museum Tuch+Technik Neumünster                                             | 92,2        |                                                                            |
| Naturpark Aukrug                                                           | 94,6        |                                                                            |
| Gerisch-Stiftung Skulpturenpark                                            | 96,9        |                                                                            |
|                                                                            | 98,2        | Neumünster Tierpark                                                        |
|                                                                            | 98,4        | Naturpark Aukrug                                                           |
|                                                                            | 98,5        | Museum Tuch+Technik Neumünster                                             |
|                                                                            | 101,3       | Gerisch-Stiftung Skulpturenpark                                            |
| Wildpark Eekholt                                                           | 112,4       |                                                                            |
| HolstenTherme Kaltenkirchen                                                | 118,4       |                                                                            |
|                                                                            | 118,7       | Wildpark Eekholt                                                           |
|                                                                            | 123,5       | HolstenTherme Kaltenkirchen                                                |
|                                                                            | 174,9       | Freilichtmuseum am Kiekeberg Wildpark Schwarze Berge                       |
| Landesgrenze HH/NI                                                         | 175,5/7,5   |                                                                            |
| Horster Dreieck                                                            | 1,7/18,0    |                                                                            |
| Wildpark Lüneburger Heide Nindorf                                          | 31,7        |                                                                            |
|                                                                            | 37,3        | Wildpark Lüneburger Heide Nindorf                                          |
| Barfußpark Lüneburger Heide                                                | 37,4        |                                                                            |
|                                                                            | 41,9        | Barfußpark Lüneburger Heide                                                |
| Wilseder Berg                                                              | 47,6        |                                                                            |
| SNOW DOME Bispingen                                                        | 50,2        |                                                                            |
| Deutsches Panzermuseum Munster                                             | 57,5        |                                                                            |
|                                                                            | 59,5        | SNOW DOME Bispingen                                                        |
|                                                                            | 60,5        | Wilseder Berg                                                              |
| Heide Park Resort                                                          | 61,2        |                                                                            |
|                                                                            | 63,1        | Lüneburger Heide                                                           |
|                                                                            | 67,5        | Heide Park Resort                                                          |
|                                                                            | 68,7        | Deutsches Panzermuseum Munster                                             |
| Residenzstadt Celle                                                        | 69,8        |                                                                            |
|                                                                            | 78,2        | Soltau-Therme                                                              |
| Weltvogelpark Walsrode                                                     | 86,0        |                                                                            |
|                                                                            | 90,2        | Weltvogelpark Walsrode                                                     |
| Aller-Leine-Tal                                                            | 91,2        |                                                                            |
| Serengeti-Park Hodenhagen                                                  | 95,2        |                                                                            |
|                                                                            | 99,2        | Serengeti-Park Hodenhagen                                                  |
|                                                                            | 100,3       | Lüneburger Heide                                                           |
| Lüneburger Heide                                                           | 102,6       |                                                                            |
| Deutsches Erdölmuseum Wietze                                               | 107,1       |                                                                            |
|                                                                            | 109,4       | Deutsches Erdölmuseum Wietze                                               |
|                                                                            | 111,8       | Aller-Leine-Tal                                                            |
|                                                                            | 114,4       | Naturpark Südheide                                                         |
| Erlebnis-Zoo Hannover                                                      | 135,7       |                                                                            |
|                                                                            | 141,8       | Residenzstadt Celle                                                        |
|                                                                            | 157,5       | Erlebnis-Zoo Hannover                                                      |
| UNESCO-WELTERBE FAGUS-WERK IN ALFELD                                       | 159,0       |                                                                            |
| Schloss Marienburg Sitz der Welfen                                         | 172,9       |                                                                            |
| St. Michaelis und Dom UNESCO-Welterbe in Hildesheim                        | 173,1       |                                                                            |
|                                                                            | 182,4       | Schloss Marienburg Sitz der Welfen                                         |
|                                                                            | 184,3       | St. Michaelis und Dom UNESCO-Welterbe in Hildesheim                        |
| Goslar und Rammelsberg Weltkulturerbe im Harz                              | 190,0       |                                                                            |
| Moor und Sole Bad Salzdetfurth                                             | 192,0       |                                                                            |
| Kloster Lamspringe                                                         | 210,7       |                                                                            |
|                                                                            | 212,0       | Moor und Sole Bad Salzdetfurth                                             |
|                                                                            | 214,6       | UNESCO-WELTERBE FAGUS-WERK IN ALFELD                                       |
| Festspiel- und Roswitha-Stadt Bad Gandersheim                              | 215,3       |                                                                            |
|                                                                            | 215,9       | UNESCO-Welterbe im Harz                                                    |
|                                                                            | 217,3       | Kloster Lamspringe                                                         |
| Bad Gandersheim Landesgartenschau 2023                                     | 218,1       |                                                                            |
|                                                                            | 226,4       | Harz                                                                       |
|                                                                            | 236,3       | Festspiel- und Roswitha-Stadt Bad Gandersheim                              |
| PS-Speicher Einbeck                                                        |             |                                                                            |
| Oldtimer – Fachwerk – Bier Einbeck                                         | 238,0       |                                                                            |
| Northeimer Seenplatte                                                      | 239,4       |                                                                            |
|                                                                            | 243,7       | Northeimer Seenplatte                                                      |
|                                                                            | 244,1       | Oldtimer – Fachwerk – Bier Einbeck                                         |
|                                                                            |             | PS-Speicher Einbeck                                                        |
| Hardenberg Burgruine Burg Plesse                                           | 251,0       |                                                                            |
| Duderstadt Historische Fachwerkstadt                                       | 251,1       |                                                                            |
| Leine Werra Fulda Weser                                                    | 259,9       |                                                                            |
|                                                                            | 261,0       | Weserbergland                                                              |
|                                                                            | 270,4       | Göttingen Universitätsstadt                                                |
|                                                                            | 274,8       | Duderstadt Historische Fachwerkstadt                                       |
| Schloss Berlepsch Tor zum Mittelalter                                      | 279,2       |                                                                            |
| Historische Altstadt Hann. Münden                                          | 282,8       |                                                                            |
|                                                                            | 283,5       | Schloss Berlepsch Tor zum Mittelalter                                      |
|                                                                            | 287,6       | Werra Fulda Weser Leine                                                    |
|                                                                            | 299,7       | Historische Altstadt Hann. Münden                                          |
| Tierpark Sababurg                                                          | 303,1       |                                                                            |
| documenta-Stadt Kassel                                                     | 303,5       |                                                                            |
| UNESCO-Welterbe Bergpark Wilhelmshöhe                                      | 303,7       |                                                                            |
| Kurhessisches Bergland                                                     | 316,9       |                                                                            |
|                                                                            | 318,3       | UNESCO-Welterbe Bergpark Wilhelmshöhe                                      |
|                                                                            | 318,7       | documenta-Stadt Kassel                                                     |
| Schloss Spangenberg                                                        | 326,3       |                                                                            |
| Fachwerkstadt Melsungen                                                    | 326,7       |                                                                            |
| Kloster Haydau                                                             | 331,6       |                                                                            |
|                                                                            | 332,8       | Fachwerkstadt Melsungen                                                    |
|                                                                            | 337,4       | Kloster Haydau                                                             |
|                                                                            | 338,0       | Schloss Spangenberg                                                        |
| Wildpark Knüll im Rotkäppchenland                                          | 341,5       |                                                                            |
| Homberg (Efze) Knüll                                                       | 342,6       |                                                                            |
|                                                                            | 347,3       | Kurhessisches Bergland                                                     |
|                                                                            | 350,0       | Wildpark Knüll im Rotkäppchenland                                          |
| Festspiele Stiftsruine Bad Hersfeld                                        | 350,5       |                                                                            |
| Burg Neuenstein                                                            | 355,2       |                                                                            |
|                                                                            | 360,0       | Burg Neuenstein                                                            |
| Kirchheimer Dreieck                                                        | 366,4/521,5 |                                                                            |
| Erfinder des Computers Konrad-Zuse-Museum Hünfeld im Hessischen Kegelspiel | 536,4       |                                                                            |
|                                                                            | 537,1       | Waldhessen                                                                 |
| Landesmusikakademie Burgenstadt Schlitz                                    | 543,8       |                                                                            |
| Gedenkstätte Point Alpha Rasdorf/Geisa                                     | 547,2       |                                                                            |
|                                                                            | 551,4       | Gedenkstätte Point Alpha Rasdorf/Geisa                                     |
|                                                                            | 552,3       | Landesmusikakademie Burgenstadt Schlitz                                    |
| Deutsches Feuerwehr-Museum                                                 | 552,8       |                                                                            |
| Kinder-Akademie Fulda Das Begehbare Herz                                   | 553,3       |                                                                            |
| Grabeskirche der hl. Lioba – Petersberg                                    | 553,7       |                                                                            |
|                                                                            | 557,8       | Erfinder des Computers Konrad-Zuse-Museum Hünfeld im Hessischen Kegelspiel |
| Barockstadt Fulda                                                          | 556,0       |                                                                            |
| Wasserkuppe Berg der Flieger                                               | 560,7       |                                                                            |
|                                                                            | 564,8       | Grabeskirche der hl. Lioba – Petersberg                                    |
| Schloss Fasanerie Eichenzell                                               | 565,9       |                                                                            |
|                                                                            | 566,5       | Wasserkuppe Berg der Flieger                                               |
|                                                                            | 566,7       | Deutsches Feuerwehr-Museum                                                 |
|                                                                            | 573,5       | Barockstadt Fulda                                                          |
|                                                                            | 576,0       | Kinder-Akademie Fulda Das Begehbare Herz                                   |
|                                                                            | 576,3       | Schloss Fasanerie Eichenzell                                               |
| Landesgrenze HE/BY                                                         | 586,5       |                                                                            |
| Bayerisches Staatsbad Bad Brückenau                                        | 587,6       |                                                                            |
| Volkersberg Wallfahrt und Bildung                                          | 588,3       |                                                                            |
|                                                                            | 592,6       | Volkersberg Wallfahrt und Bildung                                          |
|                                                                            | 593,0       | Erlebnispark Steinau                                                       |
| Kreuzberg/Rhön Kloster und Wallfahrt                                       | 594,8       |                                                                            |
|                                                                            | 601,0       | Bayerisches Staatsbad Bad Brückenau                                        |
|                                                                            | 601,6       | Kreuzberg/Rhön Kloster und Wallfahrt                                       |
| Schloss Aschach Museen Bad Bocklet                                         | 607,8       |                                                                            |
| Bad Kissingen Bayerisches Staatsbad • Casino • Therme                      | 608,3       |                                                                            |
|                                                                            | 615,4       | Schloss Aschach Museen Bad Bocklet                                         |
| Frankens Saalestück                                                        | 616,5       |                                                                            |
| Fränkisches Weinland                                                       | 616,8       |                                                                            |
| Hammelburg Älteste Weinstadt Frankens                                      | 618,6       |                                                                            |
|                                                                            | 624,4       | Hammelburg Älteste Weinstadt Frankens                                      |
| Passionsspielort Sömmersdorf                                               | 626,3       |                                                                            |
|                                                                            | 627,1       | Frankens Saalestück                                                        |
|                                                                            | 627,7       | Bad Kissingen Bayerisches Staatsbad • Casino • Therme                      |
| Balthasar-Neumann Schlossanlage Werneck                                    | 634,1       |                                                                            |
|                                                                            | 624,5       | Passionsspielort Sömmersdorf                                               |
| Schweinfurt Industrie und Kunst                                            | 635,3       |                                                                            |
|                                                                            | 642,8       | Schweinfurt Industrie und Kunst                                            |
|                                                                            | 643,6       | Balthasar-Neumann Schlossanlage Werneck                                    |
| Volkacher Mainschleife                                                     | 654,0       |                                                                            |
| Festung Marienberg Museum für Franken                                      | 655,4       |                                                                            |
| Residenz Würzburg UNESCO – Weltkulturerbe                                  | 655,9       |                                                                            |
|                                                                            | 641,9       | Residenz Würzburg UNESCO – Weltkulturerbe                                  |
|                                                                            | 663,5       | Festung Marienberg Museum für Franken                                      |
|                                                                            | 664,6       | Volkacher Mainschleife                                                     |
| Kitzingen Weinhandel Deutsches Fastnachtsmuseum                            | 670,5       |                                                                            |
|                                                                            | 674,2       | Kitzingen Weinhandel Deutsches Fastnachtsmuseum                            |
| Ochsenfurt Historische Altstadt                                            | 680,6       |                                                                            |
| Marktbreit Romantische Stadt                                               | 681,3       |                                                                            |
|                                                                            | 687,7       | Marktbreit Romantische Stadt                                               |
|                                                                            | 689,2       | Ochsenfurt Historische Altstadt                                            |
| Steigerwald                                                                | 690,9       |                                                                            |
|                                                                            | 696,5       | Fränkisches Weinland                                                       |
| Uffenheim Markgrafenstadt                                                  | 698,0       |                                                                            |
| Liebliches Taubertal                                                       | 699,4       |                                                                            |
|                                                                            | 705,1       | Liebliches Taubertal                                                       |
|                                                                            |             | Röttingen Festspielstadt                                                   |
| Naturpark Frankenhöhe                                                      | 707,5       |                                                                            |
| Burgbernheim Streuobst-Landschaft                                          | 708,0       |                                                                            |
|                                                                            | 708,4       | Uffenheim Markgrafenstadt                                                  |
| Fränkisches Freilandmuseum                                                 |             |                                                                            |
| Franken-Therme Bad Windsheim                                               | 708,8       |                                                                            |
|                                                                            | 713,7       | Franken-Therme Bad Windsheim                                               |
|                                                                            | 713,9       | Fränkisches Freilandmuseum                                                 |
|                                                                            | 715,9       | Burgbernheim Streuobst-Landschaft                                          |
| Burg Colmberg                                                              | 716,0       |                                                                            |
| Rothenburg ob der Tauber                                                   | 716,5       |                                                                            |
| Romantisches Franken                                                       | 717,0       |                                                                            |
|                                                                            | 724,9       | Rothenburg ob der Tauber                                                   |
|                                                                            | 725,9       | Burg Colmberg                                                              |
| Schloss Schillingsfürst Bayerischer Jagdfalkenhof                          | 729,9       |                                                                            |
|                                                                            | 738,0       | Schloss Schillingsfürst Bayerischer Jagdfalkenhof                          |
|                                                                            | 747,5       | Festspielstadt Feuchtwangen                                                |
|                                                                            | 748,5       | Naturpark Frankenhöhe                                                      |
| Limeseum Welterbe Römerpark Ruffenhofen                                    | 749,1       |                                                                            |
| Crailsheim Türme an der Jagst                                              | 750,0       |                                                                            |
|                                                                            | 750,2       | Crailsheim Türme an der Jagst                                              |
| Dinkelsbühl an der Romantischen Straße                                     | 754,0       |                                                                            |
|                                                                            | 758,0       | Romantisches Franken                                                       |
| Ellwangen Schönenbergkirche                                                | 762,2       |                                                                            |
|                                                                            | 764,5       | Dinkelsbühl an der Romantischen Straße                                     |
| Schloss Kapfenburg                                                         | 773,9       |                                                                            |
|                                                                            | 774,5       | Ellwangen Schönenbergkirche                                                |
| Limesmuseum Aalen UNESCO-Weltkulturerbe                                    | 778,7       |                                                                            |
| Brenzursprung Königsbronn Heimat von Georg Elser                           | 786,6       |                                                                            |
|                                                                            | 788,1       | Schloss Kapfenburg                                                         |
| Härtsfeld Abtei Neresheim                                                  | 788,2       |                                                                            |
|                                                                            | 793,9       | Limesmuseum Aalen UNESCO-Weltkulturerbe                                    |
|                                                                            | 796,3       | Aalen Limes-Thermen Heilklima Tiefer Stollen                               |
| Burg Katzenstein                                                           | 796,4       |                                                                            |
| Meteorkrater Steinheim                                                     | 800,1       |                                                                            |
| Schloss Hellenstein                                                        | 801,8       |                                                                            |
| Höhlen Steiff Museum Giengen a. d. Brenz                                   | 807,5       |                                                                            |
|                                                                            | 812,0       | Schloss Hellenstein                                                        |
| Eselsburger Tal                                                            | 812,0       |                                                                            |
|                                                                            | 816,3       | Höhlen Steiff Museum Giengen a. d. Brenz                                   |
| UNESCO Welterbe Lonetal Höhlen und Eiszeitkunst                            | 816,5       |                                                                            |
|                                                                            | 817,8       | Meteorkrater Steinheim                                                     |
| Galluskirche Schloss Sontheim a. d. Brenz                                  | 818,5       |                                                                            |
|                                                                            | 822,8       | Eselsburger Tal                                                            |
|                                                                            | 827,7       | UNESCO Welterbe Lonetal Höhlen und Eiszeitkunst                            |
| Langenauer Ried                                                            | 829,2       |                                                                            |
|                                                                            | 833,8       | Langenauer Ried                                                            |
| Ulmer Münster                                                              | 837,9       |                                                                            |
|                                                                            | 844,2       | Ulmer Münster                                                              |
| Fuggerstadt Weißenhorn                                                     | 853,5       |                                                                            |
| Kloster Roggenburg                                                         | 854,1       |                                                                            |
| Wallfahrtskirche Witzighausen                                              | 854,5       |                                                                            |
|                                                                            | 858,7       | Wallfahrtskirche Witzighausen                                              |
|                                                                            | 859,7       | Fuggerstadt Weißenhorn                                                     |
| Vöhlinschloss Illertissen                                                  | 860,0       |                                                                            |
|                                                                            | 860,1       | Kloster Roggenburg                                                         |
| Fuggerschloss Babenhausen                                                  | 861,9       |                                                                            |
|                                                                            | 866,2       | Vöhlinschloss Illertissen                                                  |
|                                                                            | 881,3       | Krippenweg Kloster Bonlanden                                               |
| Krippenweg Kloster Bonlanden                                               | 882,5       |                                                                            |
| Kloster Rot a. d. Rot                                                      | 883,5       |                                                                            |
| Memmingen Stadt der Freiheitsrechte                                        | 886,5       |                                                                            |
|                                                                            | 887,5       | Kloster Rot a. d. Rot                                                      |
|                                                                            | 888,3       | Fuggerschloss Babenhausen                                                  |
| Abtei Ottobeuren                                                           | 892,7       |                                                                            |
|                                                                            | 893,9       | Kartause Buxheim                                                           |
| Bauernhofmuseum Illerbeuren                                                | 892,7       |                                                                            |
|                                                                            | 897,2       | Memmingen Stadt der Freiheitsrechte                                        |
|                                                                            | 902,5       | Bauernhofmuseum Illerbeuren                                                |
| Bad Grönenbach Kneippheilbad                                               | 902,8       |                                                                            |
|                                                                            | 908,0       | Abtei Ottobeuren                                                           |
|                                                                            | 908,8       | Bad Grönenbach Kneippheilbad                                               |
| Oberallgäu                                                                 | 911,2       |                                                                            |
| Allgäuer Freilichtbühne Altusried                                          | 912,5       |                                                                            |
| Römerstadt Kempten (Allgäu)                                                | 919,3       |                                                                            |
|                                                                            | 928,6       | Römerstadt Kempten (Allgäu)                                                |
| Allgäuer Hochalpen Bad Hindelang                                           | 932,3       |                                                                            |
| Historische Wallfahrtskirche Maria-Rain                                    | 936,1       |                                                                            |
| Alpspitze Nesselwang                                                       | 940,4       |                                                                            |
| Seenland Ostallgäu                                                         | 941,1       |                                                                            |
| Falkenstein Hohenfreyberg Eisenberg Burgenland Ostallgäu                   | 941,6       |                                                                            |
| Rokoko-Kirche Seeg                                                         | 941,9       |                                                                            |
|                                                                            | 941,9       | Historische Wallfahrtskirche Maria-Rain                                    |
|                                                                            | 934,1       | Allgäuer Hochalpen Bad Hindelang                                           |
| Ostallgäu Berge • Schlösser • Seen                                         | 945,4       |                                                                            |
|                                                                            | 946,9       | Falkenstein Hohenfreyberg Eisenberg Burgenland Ostallgäu                   |
|                                                                            | 947,8       | Seenland Ostallgäu                                                         |
|                                                                            | 948,8       | Neuschwanstein Hohenschwangau Königsschlösser                              |
| Tegelbergbahn Schwangau Königliche Kristall-Therme                         | 951,0       |                                                                            |
| Neuschwanstein Hohenschwangau Königsschlösser                              | 953,8       |                                                                            |
| Füssen Historische Altstadt                                                | 956,3       |                                                                            |
| Grenztunnel Füssen                                                         | 962,3       |                                                                            |

## A 70
| Fahrtrichtung nach Osten                             | Kilometer | Fahrtrichtung nach Westen                            |
| Autobahnkreuz Schweinfurt/Werneck                    | 0,0       |                                                      |
| ---------------------------------------------------- | --------- | ---------------------------------------------------- |
|                                                      | 6,1       | Balthasar-Neumann Schlossanlage Werneck              |
| Schweinfurt Industrie und Kunst                      | 7,4       |                                                      |
| Gochsheim und Sennfeld Kaiserlich freie Reichsdörfer | 16,0      |                                                      |
| Ellertshäuser See Markt Stadtlauringen               | 16,4      |                                                      |
|                                                      | 16,5      | Schweinfurt Industrie und Kunst                      |
| Historisches Mainberg Großgemeinde Schonungen        | 16,8      |                                                      |
|                                                      | 21,2      | Historisches Mainberg Großgemeinde Schonungen        |
|                                                      | 22,7      | Gochsheim und Sennfeld Kaiserlich freie Reichsdörfer |
|                                                      | 23,0      | Ellertshäuser See Markt Stadtlauringen               |
| Haßberge                                             | 23,7      |                                                      |
|                                                      | 23,8      | Fränkisches Weinland                                 |
| Ritterkapelle Haßfurt                                | 24,0      |                                                      |
| Romantisches Königsberg i. Bay.                      | 24,8      |                                                      |
| Zeiler Hexenturm Dokumentationszentrum               | 30,5      |                                                      |
|                                                      | 30,6      | Romantisches Königsberg i. Bay.                      |
| Steigerwald                                          | 33,1      |                                                      |
| Mainaue Flussparadies Franken                        | 33,5      |                                                      |
|                                                      | 40,2      | Steigerwald-Zentrum Baumwipfelpfad                   |
|                                                      | 40,7      | Ritterkapelle Haßfurt                                |
|                                                      | 49,0      | Mainaue Flussparadies Franken                        |
|                                                      | 50,0      | Haßberge                                             |
|                                                      | 53,0      | Zeiler Hexenturm Dokumentationszentrum               |
| Bamberg Symphonikerstadt                             | 56,5      |                                                      |
| Altstadt Bamberg Weltkulturerbe                      | 57,1      |                                                      |
| Genussregion Oberfranken Land der Brauereien         | 57,5      |                                                      |
|                                                      | 59,8      | Steigerwald                                          |
| Schloss und Park Seehof                              | 67,3      |                                                      |
|                                                      | 70,0      | Schloss und Park Seehof                              |
|                                                      | 70,6      | Altstadt Bamberg Weltkulturerbe                      |
|                                                      |           | Bamberg Symphonikerstadt                             |
| Fränkische Schweiz                                   | 72,0      |                                                      |
| Giechburg Gügel Scheßlitz                            | 73,6      |                                                      |
|                                                      | 79,9      | Giechburg Gügel Scheßlitz                            |
|                                                      | 91,5      | Tourismusregion Obermain – Jura                      |
| Felsengarten Sanspareil                              | 95,5      |                                                      |
| Schloss Thurnau                                      | 100,0     |                                                      |
|                                                      | 100,1     | Fränkische Schweiz                                   |
|                                                      | 100,4     | Felsengarten Sanspareil                              |
| Therme Obernsees                                     | 100,5     |                                                      |
| Bayreuth–Welterbe Markgräfliches Opernhaus           | 107,9     |                                                      |
| Plassenburg                                          | 108,1     |                                                      |
|                                                      | 108,3     | Therme Obernsees                                     |
|                                                      | 108,8     | Schloss Thurnau                                      |
|                                                      | 114,0     | Genussregion Oberfranken Land der Brauereien         |
| Naturpark Fichtelgebirge                             | 114,2     |                                                      |
|                                                      | 114,3     | Plassenburg                                          |
| Autobahndreieck Bayreuth/Kulmbach                    | 119,8     |                                                      |

## A 71
| Fahrtrichtung nach Süden                              | Kilometer | Fahrtrichtung nach Norden                             |
| Autobahndreieck Südharz                               | 0,0       |                                                       |
| ----------------------------------------------------- | --------- | ----------------------------------------------------- |
| Naturpark Kyffhäuser                                  | 5,0       |                                                       |
| Panorama Museum Bad Frankenhausen                     | 6,0       |                                                       |
|                                                       | 10,1      | Panorama Museum Bad Frankenhausen                     |
| Goethe Chocolaterie & Schaumanufaktur in Oldisleben   | 11,0      |                                                       |
|                                                       | 11,2      | Goethe Chocolaterie & Schaumanufaktur in Oldisleben   |
| Kultur mit Pfiff Modellbahn Wiehe                     | 12,0      |                                                       |
|                                                       | 19,2      | Kultur mit Pfiff Modellbahn Wiehe                     |
|                                                       | 23,8      | Naturpark Kyffhäuser                                  |
| Schloss Beichlingen                                   | 24,9      |                                                       |
| Kloster und Kaiserpfalz Memleben                      | 25,9      |                                                       |
|                                                       | 32,2      | Kloster und Kaiserpfalz Memleben                      |
| Weimar UNESCO-Weltkulturerbe                          | 32,9      |                                                       |
| Arche Nebra Himmelswege                               | 33,9      |                                                       |
|                                                       | 34,4      | Schloss Beichlingen                                   |
|                                                       | 37,8      | Arche Nebra Himmelswege                               |
|                                                       | 38,3      | Erlebnistierpark Memleben                             |
| Chinesischer Garten Weißensee                         | 39,9      |                                                       |
|                                                       | 39,8      | Steinrinne Bilzingsleben im Geopark Kyffhäuser        |
| Thüringer Kloßwelt Heichelheim                        | 40,4      |                                                       |
|                                                       | 44,3      | Chinesischer Garten Weißensee                         |
|                                                       | 45,2      | Thüringer Kloßwelt Heichelheim                        |
|                                                       | 46,2      | Historische Industriestadt Sömmerda                   |
| Thüringer Zoopark Erfurt                              | 49,1      |                                                       |
|                                                       | 56,8      | Thüringer Zoopark Erfurt                              |
| egapark • Gartenbaumuseum                             | 65,0      |                                                       |
|                                                       | 66,0      | Erfurt • Citadelle Petersberg                         |
| Erfurt • Augustinerkloster                            | 66,0      |                                                       |
|                                                       | 66,4      | Japanischer Garten & Rosengarten Bad Langensalza      |
| Erfurter Schatz Alte Synagoge                         | 73,5      |                                                       |
|                                                       | 75,0      | Erfurt • Augustinerkloster                            |
|                                                       | 75,5      | egapark • Gartenbaumuseum                             |
|                                                       | 76,0      | Erfurter Schatz Alte Synagoge                         |
| Erfurt • Schloss Molsdorf                             | 80,9      |                                                       |
| Bachstadt Arnstadt                                    | 81,9      |                                                       |
| Bachkirche Arnstadt                                   | 85,6      |                                                       |
|                                                       | 86,1      | Bachstadt Arnstadt                                    |
|                                                       | 89,5      | Bachkirche Arnstadt                                   |
|                                                       | 90,5      | Residenzschloss Heidecksburg Rudolstadt               |
| Bergbahn im Schwarzatal                               | 98,0      |                                                       |
| Naturpark Thüringer Wald                              | 102,0     |                                                       |
|                                                       | 103,5     | Bergbahn im Schwarzatal                               |
| UNESCO-Biosphärenreservat Thüringer Wald              | 103,5     |                                                       |
|                                                       | 108,2     | Kickelhahn Goethehäuschen                             |
|                                                       | 134,6     | UNESCO-Biosphärenreservat Vessertal-Thüringer Wald    |
|                                                       | 135,4     | Erlebnispark Meeres-Aquarium Zella-Mehlis             |
| Theaterstadt Meiningen Meiningen                      | 136,5     |                                                       |
|                                                       | 136,7     | Waffenstadt Suhl                                      |
| Die Rhön UNESCO-Biosphärenreservat                    | 141,0     |                                                       |
| Krypta Rohr Johanniterburg Kühndorf                   | 141,8     |                                                       |
|                                                       | 146,7     | Krypta Rohr Johanniterburg Kühndorf                   |
|                                                       | 148,5     | Naturpark Thüringer Wald                              |
| Viba Nougat Welt Schmalkalden                         | 149,2     |                                                       |
|                                                       | 149,5     | Viba Nougat Welt Schmalkalden                         |
|                                                       | 154,2     | Theaterstadt Meiningen                                |
| Die Gleichberge und das Steinsburgmuseum              | 158,2     |                                                       |
|                                                       | 162,9     | Die Gleichberge und das Steinsburgmuseum              |
| Ehemalige innerdeutsche Grenze 1945–1990              | 164,5     |                                                       |
|                                                       | 165,0     | Ehemalige innerdeutsche Grenze 1945–1990              |
| Oberelsbach Umweltbildung                             | 165,2     |                                                       |
| Kirchenburg Ostheim                                   | 165,6     |                                                       |
| Mellrichstadt                                         | 167,5     |                                                       |
| Freilandmuseum Fladungen                              | 167,8     |                                                       |
|                                                       | 171,8     | Kirchenburg Ostheim                                   |
|                                                       | 172,9     | Mellrichstadt                                         |
|                                                       | 173,7     | Freilandmuseum Fladungen                              |
| Bäderland Bayerische Rhön                             | 176,4     |                                                       |
| Bad Königshofen                                       | 176,7     |                                                       |
| Bad Neustadt a. d. Saale Gesundheit und Geschichte    | 176,9     |                                                       |
|                                                       | 182,1     | Bad Neustadt a. d. Saale Gesundheit und Geschichte    |
|                                                       | 182,7     | Bad Königshofen                                       |
|                                                       | 183,5     | Oberelsbach Umweltbildung                             |
| Münnerstadt Maria Bildhausen                          | 186,6     |                                                       |
| Schloss Aschach Museen Bad Bocklet                    | 187,1     |                                                       |
|                                                       | 192,5     | Münnerstadt Maria Bildhausen                          |
|                                                       | 193,2     | Schloss Aschach Museen Bad Bocklet                    |
| Ellertshäuser See Markt Stadtlauringen                | 194,2     |                                                       |
|                                                       | 199,3     | Ellertshäuser See Markt Stadtlauringen                |
|                                                       | 200,2     | Haßberge                                              |
| Frankens Saalestück                                   | 200,6     |                                                       |
| Bad Kissingen Bayerisches Staatsbad • Casino • Therme | 201,6     |                                                       |
|                                                       | 205,7     | Bad Kissingen Bayerisches Staatsbad • Casino • Therme |
|                                                       | 207,3     | Bäderland Bayerische Rhön                             |
| Fränkisches Weinland                                  | 207,3     |                                                       |
|                                                       | 207,9     | Frankens Saalestück                                   |
| Passionsspielort Sömmersdorf                          | 211,0     |                                                       |
| Schweinfurt Industrie und Kunst                       | 211,7     |                                                       |
|                                                       | 216,4     | Passionsspielort Sömmersdorf                          |
| Autobahndreieck Werntal                               | 219,7     |                                                       |

## A 72
| Fahrtrichtung nach Norden                                                 | Kilometer | Fahrtrichtung nach Süden                                                  |
| Autobahndreieck Bayerisches Vogtland                                      | 0,0       |                                                                           |
| ------------------------------------------------------------------------- | --------- | ------------------------------------------------------------------------- |
| Deutsch-Deutsches Museum Mödlareuth                                       | 7,0       |                                                                           |
|                                                                           | 7,3       | Naturpark Frankenwald                                                     |
|                                                                           | 11,5      | Hof park & see                                                            |
|                                                                           | 12,0      | Deutsch-Deutsches Museum Mödlareuth                                       |
|                                                                           | 12,5      | Genussregion Oberfranken Land der Brauereien                              |
| Hier war Deutschland bis zur Wiedervereinigung am 3. Oktober 1990 geteilt | 15,8      |                                                                           |
|                                                                           | 16,2      | Hier war Deutschland bis zur Wiedervereinigung am 3. Oktober 1990 geteilt |
| Vogtland Bäder und Musik                                                  | 18,3      |                                                                           |
| Ski- & Bikewelt Schöneck                                                  | 22,1      |                                                                           |
| Bad Elster Kultur- und Festspielstadt                                     | 28,3      |                                                                           |
| Plauen Stadt der Spitze                                                   | 29,2      |                                                                           |
| Schloss Voigtsberg Oelsnitz/Vogtl.                                        | 29,4      |                                                                           |
| Vogtland Arena                                                            | 32,3      |                                                                           |
| Erich Ohser in Plauen                                                     | 32,6      |                                                                           |
|                                                                           | 32,8      | Vogtland Bäder und Musik                                                  |
|                                                                           | 33,0      | Schloss Voigtsberg Oelsnitz/Vogtl.                                        |
| Plauen 7.10.89 Friedliche Revolution                                      | 33,1      |                                                                           |
|                                                                           | 37,6      | Bad Elster Kultur- und Festspielstadt                                     |
| Göltzschtalbrücke                                                         | 42,1      |                                                                           |
| Industriekultur Wernesgrüner Brauerei                                     | 42,4      |                                                                           |
|                                                                           | 42,6      | Ski- & Bikewelt Schöneck                                                  |
|                                                                           | 43,0      | Plauen Stadt der Spitze                                                   |
|                                                                           | 43,4      | Plauen 7.10.89 Friedliche Revolution                                      |
|                                                                           | 47,6      | Göltzschtalbrücke                                                         |
| Deutsche Raumfahrtausstellung                                             | 47,7      |                                                                           |
|                                                                           | 49,0      | Erich Ohser in Plauen                                                     |
|                                                                           | 50,7      | Auerbach Kiez Waldpark Grünheide                                          |
| Reichenbach Park der Generationen                                         | 50,8      |                                                                           |
| Freizeitpark Plohn                                                        | 51,0      |                                                                           |
| Badegärten Eibenstock                                                     | 51,3      |                                                                           |
|                                                                           | 55,0      | Reichenbach Park der Generationen                                         |
|                                                                           | 55,9      | Deutsche Raumfahrtausstellung                                             |
| Bergstadt Schneeberg                                                      | 57,3      |                                                                           |
| August-Horch-Museum Zwickau                                               | 58,9      |                                                                           |
| Tierpark Hirschfeld                                                       | 59,3      |                                                                           |
|                                                                           | 59,7      | Industriekultur Wernesgrüner Brauerei                                     |
|                                                                           | 60,8      | Vogtland Arena                                                            |
| Burg Schönfels                                                            | 60,8      |                                                                           |
|                                                                           | 63,8      | Tierpark Hirschfeld                                                       |
|                                                                           | 64,5      | Burg Schönfels                                                            |
|                                                                           | 65,3      | Freizeitpark Plohn                                                        |
| Kurort Oberwiesenthal                                                     | 67,9      |                                                                           |
| Kurbad Schlema                                                            | 71,1      |                                                                           |
|                                                                           | 73,0      | Schneeberg Am Filzteich                                                   |
|                                                                           | 77,1      | Robert-Schumann-Stadt Zwickau                                             |
| Schwarzenberg Perle des Erzgebirges                                       | 78,0      |                                                                           |
| Aue Friedenskirche                                                        | 79,7      |                                                                           |
| Thermenregion Erzgebirge                                                  | 80,2      |                                                                           |
| daetz-centrum Lichtenstein                                                | 80,6      |                                                                           |
|                                                                           | 85,0      | Aue Friedenskirche                                                        |
| Berg- und Adam-Ries-Stadt Annaberg-Buchholz                               | 85,5      |                                                                           |
| Modellbahnland Schönfeld/Erzgebirge                                       | 85,8      |                                                                           |
|                                                                           | 89,0      | daetz-centrum Lichtenstein                                                |
|                                                                           | 90,1      | Miniwelt & Minikosmos Lichtenstein                                        |
|                                                                           | 90,3      | Schwarzenberg Perle des Erzgebirges                                       |
| Tierpark Chemnitz                                                         | 92,7      |                                                                           |
|                                                                           | 93,0      | Bergbaumuseum Oelsnitz/Erzgebirge                                         |
|                                                                           | 94,0      | Kurort Oberwiesenthal                                                     |
|                                                                           | 95,1      | Thermenregion Erzgebirge                                                  |
|                                                                           | 96,5      | Preßnitztalbahn Jöhstadt                                                  |
| Chemnitz Stadt der Moderne                                                | 98,7      |                                                                           |
| Wasserschloss Klaffenbach                                                 | 99,3      |                                                                           |
|                                                                           | 103,7     | Wasserschloss Klaffenbach                                                 |
|                                                                           | 105,5     | Berg- und Adam-Ries-Stadt Annaberg-Buchholz                               |
|                                                                           | 111,6     | Chemnitz Stadt der Moderne                                                |
| Schloss Rochsburg                                                         | 112,6     |                                                                           |
| Burgstädt                                                                 | 113,0     |                                                                           |
|                                                                           | 113,9     | Burgstädt                                                                 |
| Schloss Waldenburg                                                        | 118,0     |                                                                           |
|                                                                           | 119,1     | Nutzfahrzeugmuseum Hartmannsdorf                                          |
|                                                                           | 122,1     | Amerika-Tierpark Limbach-Oberfrohna                                       |
| Wechselburg Romanische Basilika                                           | 124,6     |                                                                           |
| Schloss Rochlitz                                                          | 125,0     |                                                                           |
|                                                                           | 125,5     | Schloss Rochsburg                                                         |
|                                                                           | 127,4     | Schloss Waldenburg                                                        |
| Irrgarten der Sinne Kohren-Sahlis                                         | 131,0     |                                                                           |
| Kohrener Land                                                             | 133,6     |                                                                           |
| Burg Gnandstein                                                           | 134,3     |                                                                           |
|                                                                           | 134,9     | Schloss Rochlitz                                                          |
|                                                                           | 135,2     | Wechselburg Romanische Basilika                                           |
|                                                                           | 141,8     | Kohrener Land                                                             |
|                                                                           | 142,1     | Irrgarten der Sinne Kohren-Sahlis                                         |
|                                                                           | 142,4     | Burg Gnandstein                                                           |
| Rötha                                                                     | 161,7     |                                                                           |

## A 73
| Fahrtrichtung nach Süden                                    | Kilometer  | Fahrtrichtung nach Norden                                   |
| Autobahndreieck Suhl                                        | 0,0        |                                                             |
| ----------------------------------------------------------- | ---------- | ----------------------------------------------------------- |
| Waffenstadt Suhl                                            | 5,3        |                                                             |
|                                                             | 6,4        | Erlebnispark Meeres-Aquarium Zella-Mehlis                   |
| Schloss Bertholdsburg Schleusingen Naturhistorisches Museum | 11,4       |                                                             |
|                                                             | 12,0       | Waffenstadt Suhl                                            |
| Kloster Veßra Hennebergisches Museum                        | 12,3       |                                                             |
|                                                             | 18,5       | UNESCO-Biosphärenreservat Thüringer Wald                    |
|                                                             | 19,5       | Schloss Bertholdsburg Schleusingen Naturhistorisches Museum |
|                                                             | 21,0       | Kloster Veßra Hennebergisches Museum                        |
| Glasstadt Lauscha                                           | 23,5       |                                                             |
| Deutsches Spielzeugmuseum Sonneberg                         | 24,4       |                                                             |
| Schloss Eisfeld                                             | 25,5       |                                                             |
|                                                             | 31,5       | Ferien-Region Masserberg                                    |
|                                                             | 32,1       | Schloss Eisfeld                                             |
|                                                             | 32,5       | Saalfelder Feengrotten                                      |
| Ehemalige innerdeutsche Grenze 1945–1990                    | 33,9       |                                                             |
|                                                             | 35,8       | Ehemalige innerdeutsche Grenze 1945–1990                    |
|                                                             | 37,3       | Naturpark Thüringer Wald                                    |
| Schloss Callenberg Deutsches Schützenmuseum                 | 41,6       |                                                             |
| Oberes Maintal– Coburger Land                               | 41,9       |                                                             |
| Veste Stadt Coburg                                          | 43,6       |                                                             |
| Rödental Schloss Rosenau/Glasmuseum                         |            |                                                             |
| Neustadt bei Coburg Bayerische Puppenstadt                  |            |                                                             |
|                                                             |            | Therme Bad Rodach                                           |
|                                                             | 52,4       | Neustadt bei Coburg Bayerische Puppenstadt                  |
|                                                             | 52,9       | Veste Stadt Coburg                                          |
|                                                             | 53,3       | Schloss Callenberg Deutsches Schützenmuseum                 |
| Wasserschloss Mitwitz                                       | 54,5       |                                                             |
| Festung Rosenberg Cranach-Stadt Kronach                     |            |                                                             |
| Ahorn Schlosspark Hohenstein                                |            |                                                             |
| Schloss Tambach Wildpark                                    | 56,1       |                                                             |
|                                                             | 60,0       | Ahorn Schlosspark Hohenstein                                |
|                                                             | 60,4       | Wasserschloss Mitwitz                                       |
|                                                             | 61,0       | Schloss Tambach Wildpark                                    |
| Genussregion Oberfranken Land der Brauereien                | 61,8       |                                                             |
| Seßlach Historische Altstadt                                | 62,5       |                                                             |
| Lichtenfels Die Deutsche Korbstadt                          |            |                                                             |
|                                                             | 67,2       | Seßlach Historische Altstadt                                |
| Obermain Therme                                             | 70,9       |                                                             |
| Gottesgarten Kloster Banz Vierzehnheiligen                  | 70,7       |                                                             |
|                                                             | 71,7       | Festung Rosenberg Cranach-Stadt Kronach                     |
|                                                             | 72,0       | Lichtenfels Die Deutsche Korbstadt                          |
| Staffelberg                                                 | 72,6       |                                                             |
|                                                             | 73,8       | Obermain Therme                                             |
| Veitsberg Markt Ebensfeld                                   | 76,2       |                                                             |
|                                                             | 76,7       | Staffelberg                                                 |
|                                                             | 77,2       | Gottesgarten Kloster Banz Vierzehnheiligen                  |
|                                                             | 81,3       | Veitsberg Markt Ebensfeld                                   |
| Historisches Baunach                                        | 87,7       |                                                             |
| Haßberge                                                    | 88,3       |                                                             |
|                                                             | 88,3       | Tourismusregion Obermain – Jura                             |
| Altstadt Bamberg Weltkulturerbe                             | 94,2       |                                                             |
|                                                             | 94,7       | Haßberge                                                    |
|                                                             | 95,0       | Historisches Baunach                                        |
| Ludwig-Donau-Main-Kanal                                     | 101,7      |                                                             |
|                                                             | 107,2      | Ludwig-Donau-Main-Kanal                                     |
|                                                             | 109,2      | Altstadt Bamberg Weltkulturerbe                             |
| Fränkische Schweiz                                          | 112,8      |                                                             |
| Markt Buttenheim Geburtshaus Levi's                         | 113,3      |                                                             |
| Forchheim fränkische Königsstadt                            | 118,1      |                                                             |
|                                                             | 118,2      | Markt Buttenheim Geburtshaus Levi's                         |
|                                                             | 128,6      | Forchheim fränkische Königsstadt                            |
|                                                             | 131,7      | Wildpark Hundshaupten                                       |
|                                                             | 132,6      | Fränkische Schweiz                                          |
|                                                             | 133,1      | Genussregion Oberfranken Land der Brauereien                |
| Erlangen Medizin- und Universitätsstadt                     | 136,1      |                                                             |
|                                                             | 147,5      | Erlangen Medizin- und Universitätsstadt                     |
| Denkmalstadt Fürth                                          | 149,0      |                                                             |
| Nürnberg/Fürth                                              | 154,2/20,0 |                                                             |
|                                                             | 19,4       | Denkmalstadt Fürth                                          |
| Markt Feucht Zeidelwesen                                    | 4,0        |                                                             |
| Ludwig-Donau-Main-Kanal                                     | 3,7        |                                                             |
| Autobahndreieck Nürnberg/Feucht                             | 0,0        |                                                             |